# شونسوکه تاکوچی
شونسوکه تاکوچی (انگلیسی: Shunsuke Takeuchi; september ۱۲, ۱۹۹۷ (۲۷ سال) – ) صداپیشگی در ژاپن اهل ژاپن بود. وی از سال ۲۰۱۳ میلادی تاکنون مشغول فعالیت بوده‌است.